# Terry Wogan
Michael Terence Wogan (Limerick, 3 de agosto de 1938 - Taplow, 31 de enero de 2016) fue un presentador de radio y televisión de nacionalidad irlandesa y británica. Comenzó su carrera en 1960 como locutor de la radiotelevisión pública irlandesa RTÉ y en 1967 se marchó a la británica BBC, donde ha desarrollado la mayor parte de su trayectoria.
Wogan estaba considerado uno de los presentadores más populares del Reino Unido, con un estilo propio marcado por una voz profunda y un sentido del humor irónico. Su programa más popular fue el matinal Wake Up to Wogan en BBC Radio 2, que desde 1993 hasta 2009 mantuvo una audiencia estimada en 8 millones de oyentes diarios, la mayor de Europa. A nivel internacional es conocido por haber sido el comentarista británico del Festival de la Canción de Eurovisión desde 1971 hasta 2008, así como el presentador de la edición de 1998. Además se ha encargado de programas en BBC One como el telemaratón Children in Need (1980 a 2014) y el talk show Wogan (1982 a 1992).
Wogan asumió la doble nacionalidad en 2005. Ese mismo año fue nombrado Caballero (sir) de la Orden del Imperio Británico por la reina Isabel II.

## Biografía
Terry Wogan nació en Limerick (República de Irlanda) en 1938, en el seno de una familia de clase media. Su padre era empleado de Leverett & Frye, una tienda de ultramarinos de alta gama, y eso le llevó a vivir en Limerick hasta los 15 años, cuando su familia se trasladó a Dublín por motivos laborales.
A nivel formativo, estudió en centros regentados por la Compañía de Jesús: primero en el Crescent College de Limerick y después en el Belvedere College de la capital irlandesa, graduándose en 1956. Después trabajó durante un breve tiempo en el Royal Bank of Ireland, pero lo dejó a finales de la década de 1950 para convertirse en locutor de la Radio Telefis Eireann (RTE), atraído por un anuncio de prensa en el que se pedían nuevos locutores.
El 25 de abril de 1965 se casó con Helen Joyce, con la que tuvo cuatro hijos (uno de los cuales, Vanessa, falleció a las pocas semanas de nacer) y cinco nietos. Desde entonces había establecido su residencia en Taplow, Buckinghamshire (Inglaterra), y poseía una casa de verano en la región francesa de Gascuña.
Aunque Wogan recibió formación católica y fue bautizado, a los 17 años se declaró ateo.

## Carrera profesional

### Inicios en RTE y BBC
Terry Wogan ingresó a finales de los años 1950 en la plantilla de Radio Telefis Eireann (RTE), la radiodifusora pública de Irlanda. En sus inicios hizo piezas informativas y entrevistas de actualidad, hasta que en 1960 pidió el traslado al área de entretenimiento. Allí destacó como locutor musical y desde 1964 hasta 1965 fue presentador del concurso televisivo Jackpot en RTÉ One.
Cuando Jackpot fue cancelado, Wogan contactó con la British Broadcasting Corporation (BBC) para ofrecer sus servicios. La empresa pública le dio su primera oportunidad el 27 de septiembre de 1966 y durante tres años desempeñó empleos puntuales y sustituciones, primero en la cadena de entretenimiento (Light Programme) y después en la recién creada BBC Radio 1. Al final, en julio de 1969 se le asignó una franja fija desde las 15:00 hasta las 17:00 en Radio 1, por la que durante un tiempo compaginó el trabajo de Londres con el de Dublín. Ante esta situación, la RTE le dio un ultimátum: o trabajaba con ellos en exclusiva o se marcharía de la empresa. Wogan prefirió arriesgarse y dejó la radiotelevisión irlandesa, donde ya estaba consolidado, para hacerse un hueco en la BBC.
En abril de 1972 se le asignó el programa matinal de BBC Radio 2, la emisora con más audiencia del grupo, y durante ese tiempo se consolidó entre los oyentes gracias a su sentido del humor, la interacción y el estilo propio al hacer entrevistas. Entre 1974 y 1975 también presentó una lista de éxitos musicales en BBC Radio 4.
En 1978, Wogan entró en las listas de éxitos musicales con una versión con letra de The Floral Dance, canción instrumental que él mismo había popularizado al emitirla en su programa matinal.
Al mismo tiempo Wogan volvió a la televisión, esta vez en el Reino Unido. Entre 1972 y 1973 dirigió Lunchtime with Wogan, producido por Associated Television para el canal privado ITV, al tiempo que mantuvo el programa de radio. No obstante, BBC Television le hizo un contrato de exclusividad en 1974 y desde entonces ha presentado en BBC One los concursos Come Dancing (1974-1979) y Blankety Blank (1979-1983), que le convirtieron en uno de los rostros más familiares de la televisión británica.
Terry Wogan compaginó ambos medios de comunicación hasta que en diciembre de 1984 eligió ser presentador de televisión en exclusiva.
El más recordado de todos sus programas fue el talk show Wogan (BBC One, 1982-1992), en el que Terry Wogan entrevistaba a famosos con público en directo y sin ningún tipo de edición, lo cual dio lugar a numerosas anécdotas a lo largo de diez años. Las entrevistas más recordadas son también las más embarazosas, como las que hizo a George Best (quien acudió borracho al plató), su reencuentro con David Bowie y Tin Machine, la aparición de Nicolás Cage dando volteretas y patadas en plató, y la discusión con David Icke, al que llegó a decir una de sus frases más recordades: «no se están riendo contigo, se están riendo de ti». Wogan se emitió por última vez el 3 de julio de 1992.

### Regreso a la radio

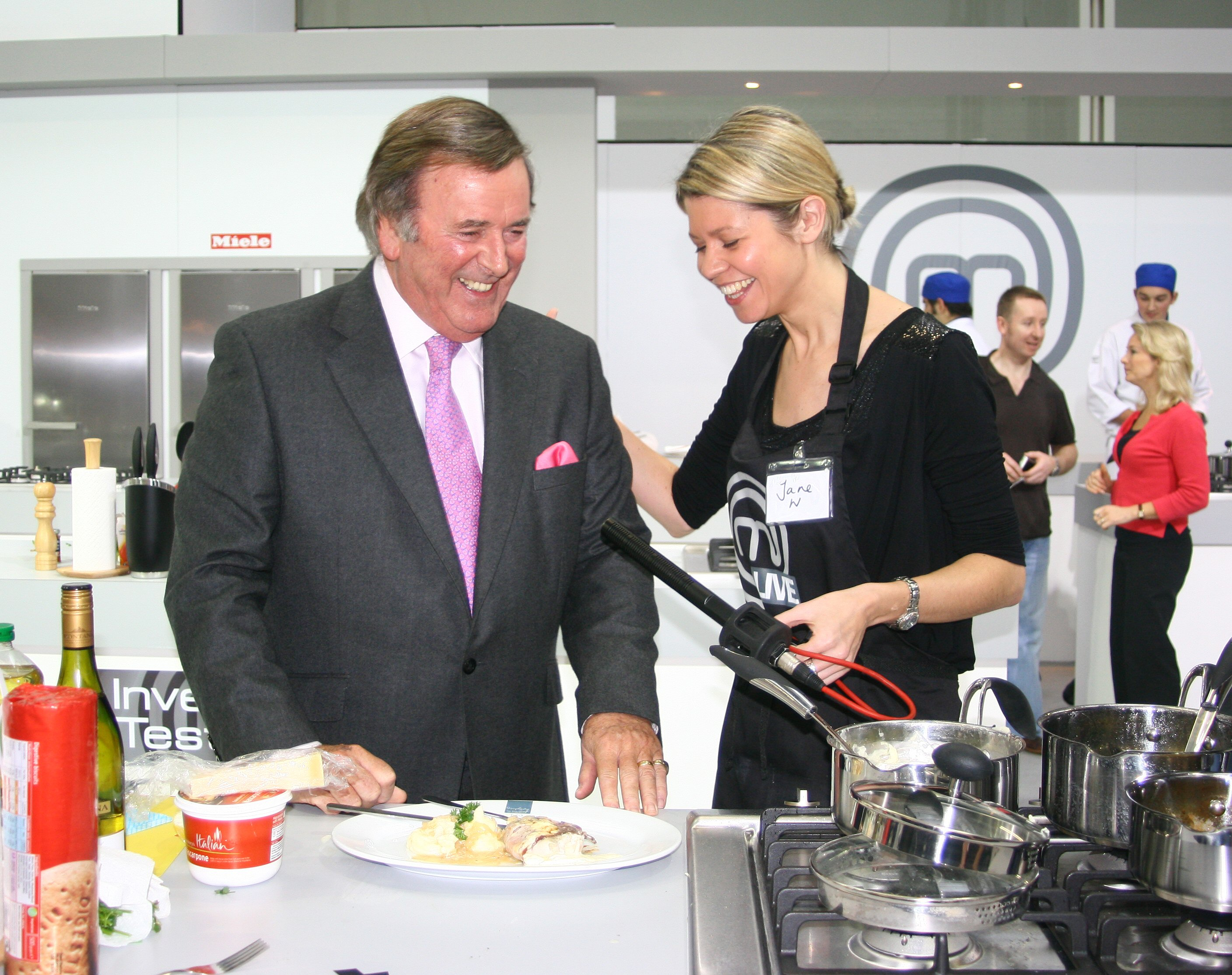
Terry Wogan en MasterChef.

En enero de 1993, Wogan regresó a BBC Radio 2 para ocuparse de la franja matinal, que pasó a llamarse Wake Up to Wogan. Con una fórmula similar a los magazines tradicionales, el presentador imprimió un toque propio con su estilo de humor irónico, una tendencia a la improvisación y sus continuas bromas con el resto del equipo, en especial con el productor Paul Walters. A través de la interacción logró atraer a toda clase de oyentes, y muchas de las cartas que leía solían ir firmadas con seudónimos y anécdotas surrealistas. El espacio sirvió también de lanzadera para artistas como Katie Melua. Wake Up to Wogan se emitió hasta 2009 y tuvo una audiencia estimada de 8 millones de oyentes, lo que le convertía en el magacín radiofónico más escuchado de Europa.
En abril de 2006, la prensa británica desveló que Wogan era el presentador de radio mejor pagado de la BBC con un salario anual de 800.000 libras esterlinas. Ante esa revelación declaró: «la cantidad es real y me importa un comino que la gente lo sepa. No me siento culpable. Si hacéis cuentas, con base en mis ocho millones de oyentes, cuesto a la BBC dos peniques por quincena. Creo que les salgo rentable».
Wogan dejó Wake Up to Wogan en diciembre de 2009 y cedió el testigo a Chris Evans (The Chris Evans Breakfast Show). Sin embargo, eso no supuso que dejara los medios de comunicación. A partir del 14 de febrero de 2010 comenzó en BBC Radio 2 un programa de dos horas, Weekend Wogan, que se emitió todos los domingos hasta el 29 de noviembre de 2015.

### Festival de Eurovisión
Terry Wogan ha sido el comentarista del Festival de la Canción de Eurovisión para la BBC desde 1971 hasta 2008. En 1971 y desde 1974 hasta 1977 se ocupó de la retransmisión en BBC Radio, mientras que la hizo para BBC Television en tres etapas: 1973, 1978 y desde 1980 hasta 2008. Además, fue presentador del Festival de la Canción de Eurovisión 1998 en Birmingham junto con Ulrika Jonsson, así como de varias galas de preselección (A Song for Europe) y de las presentaciones del resto de participantes.
Todas sus coberturas de Eurovisión se caracterizaron por comentarios irónicos, críticos y muy incisivos con el resto de participantes, a diferencia del tono neutro que se utilizaba en otros países. Si bien la retransmisión británica solo podía seguirse por la BBC, se hizo famosa fuera del Reino Unido gracias a la señal internacional, la emisión en otros países angloparlantes que no participaban (entre ellos, Australia) y las grabaciones subidas a plataformas como YouTube. La radiotelevisión danesa llegó a presentar una reclamación en 2001 porque Wogan definió a los presentadores del evento, Søren Pilmark y Natasja Crone, como «Doctor Muerte y el hada de los dientes», y en la edición de 2008 fue mencionado en la letra «Irelande Douze Pointe» del representante irlandés El pavo Dustin.
Wogan renunció a seguir comentando Eurovisión en 2009 y fue reemplazado por el actor irlandés Graham Norton, quien sigue un estilo muy similar al del veterano locutor. Aunque llegó a criticar el sistema de votación, se refirió al concurso de la siguiente manera: «No voy a cometer el error de pensar que esto es un gran evento musical. Me gusta Eurovisión y seguirá siendo así hasta que me muera. Por favor, no me toméis demasiado en serio».

## Reconocimientos

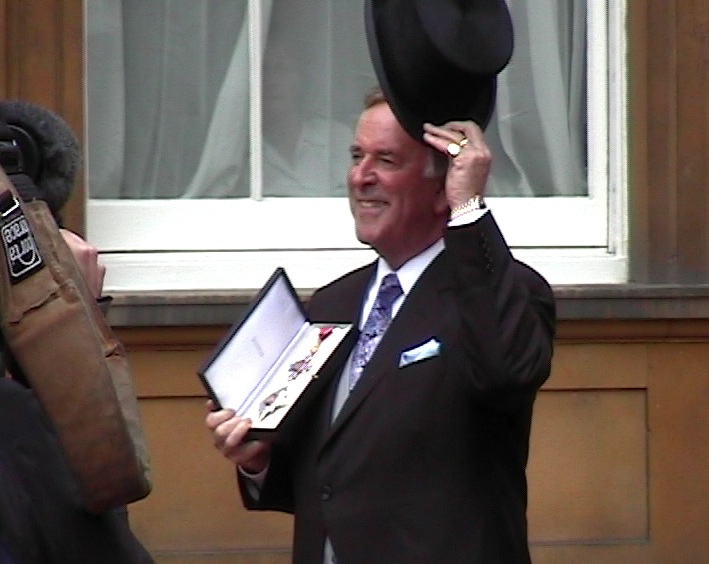
Wogan posa ante la prensa con la Orden del Imperio Británico.

Wogan fue nombrado Oficial Honorífico de la Orden del Imperio Británico en 1997, y ascendido el 11 de octubre de 2005 a Caballero (sir) de la misma orden por la reina Isabel II del Reino Unido. Para ello tuvieron que concederle la doble nacionalidad británica e irlandesa, a la que nunca quiso renunciar. El 29 de mayo de 2007 fue elegido delegado de honor (Deputy Lieutenant) del condado de Buckinghamshire.
El 15 de junio de 2007, Terry Wogan fue nombrado ciudadano de honor de Limerick, su hogar natal, y se le hizo entrega de las llaves de la ciudad en el ayuntamiento. Tres años atrás, la Universidad de Limerick le había nombrado Doctor en Letras Honorario. En posteriores entrevistas ha afirmado que «Limerick nunca me ha abandonado; donde quiera que esté, mi identidad es Limerick».
En 2009 ingresó en el Salón de la Fama de la Academia de Radio del Reino Unido (Radio Academy).

## Muerte
El presentador se mantuvo en activo hasta el 29 de noviembre de 2015, día en que grabó su última edición de Weekend Wogan. Los rumores sobre su estado de salud crecieron cuando no pudo presentar el telemaratón Children in Need al que no faltaba desde 1980. Aunque los directivos de la BBC pensaban que Wogan volvería en pocas semanas, el locutor empeoró a comienzos de 2016 y los médicos le diagnosticaron un cáncer de próstata en estado terminal.
Wogan falleció el 31 de enero de 2016 en Taplow, rodeado de su familia. El primer ministro del Reino Unido, David Cameron, aseguró que «el país ha perdido a uno de sus mayores talentos». En su país natal el Taoiseach, Enda Kenny, y el presidente de Irlanda, Michael D. Higgins, se sumaron a las condolencias y le recordaron por su rol pacificador en las relaciones anglo-irlandesas durante el conflicto de Irlanda del Norte. Asimismo, el director de la BBC, Tony Hall, llegó a definirle como «un tesoro nacional». El párroco Brian D’Arcy, uno de los más estrechos amigos de Terry, señaló que el locutor había pedido ser enterrado en Inglaterra.

## Trayectoria

### Radio
- Late Night Extra (BBC Radio 1, 1967-1969)
- Franja de tarde (BBC Radio 1, 1970-1972)
- Comentarista del Festival de la Canción de Eurovisión (1971; 1974-1977)
- Franja matinal (BBC Radio 2, 1972-1984)
- Wogan's World (BBC Radio 4, 1974-1975)
- Wake Up to Wogan (BBC Radio 2, 1993-2009)
- Weekend Wogan (BBC Radio 2, 2010-2015)

### Televisión
- Jackpot (RTE, 1964-1965)
- Lunchtime with Wogan (ITV, 1972-1973)
- Comentarista del Festival de la Canción de Eurovisión (1973; 1978; 1980-2008)
- Come Dancing (BBC1, 1974-1979)
- A Song for Europe (BBC1, 1977-1995)
- Blankety Blank (BBC1, 1979-1983)
- Children in Need (BBC1, 1980-2014)
- You Must Be Joking! (BBC1, 1981)
- Wogan (BBC1, 1982-1992)
- Presentador del Festival de la Canción de Eurovisión (1998)
- Auntie's Bloomers (BBC1, 1991-2001)
- The Terry and Gaby Show (Five, 2003-2004)
- Terry and Mason's Great Food Trip (BBC Two, 2014)

## Bibliografía

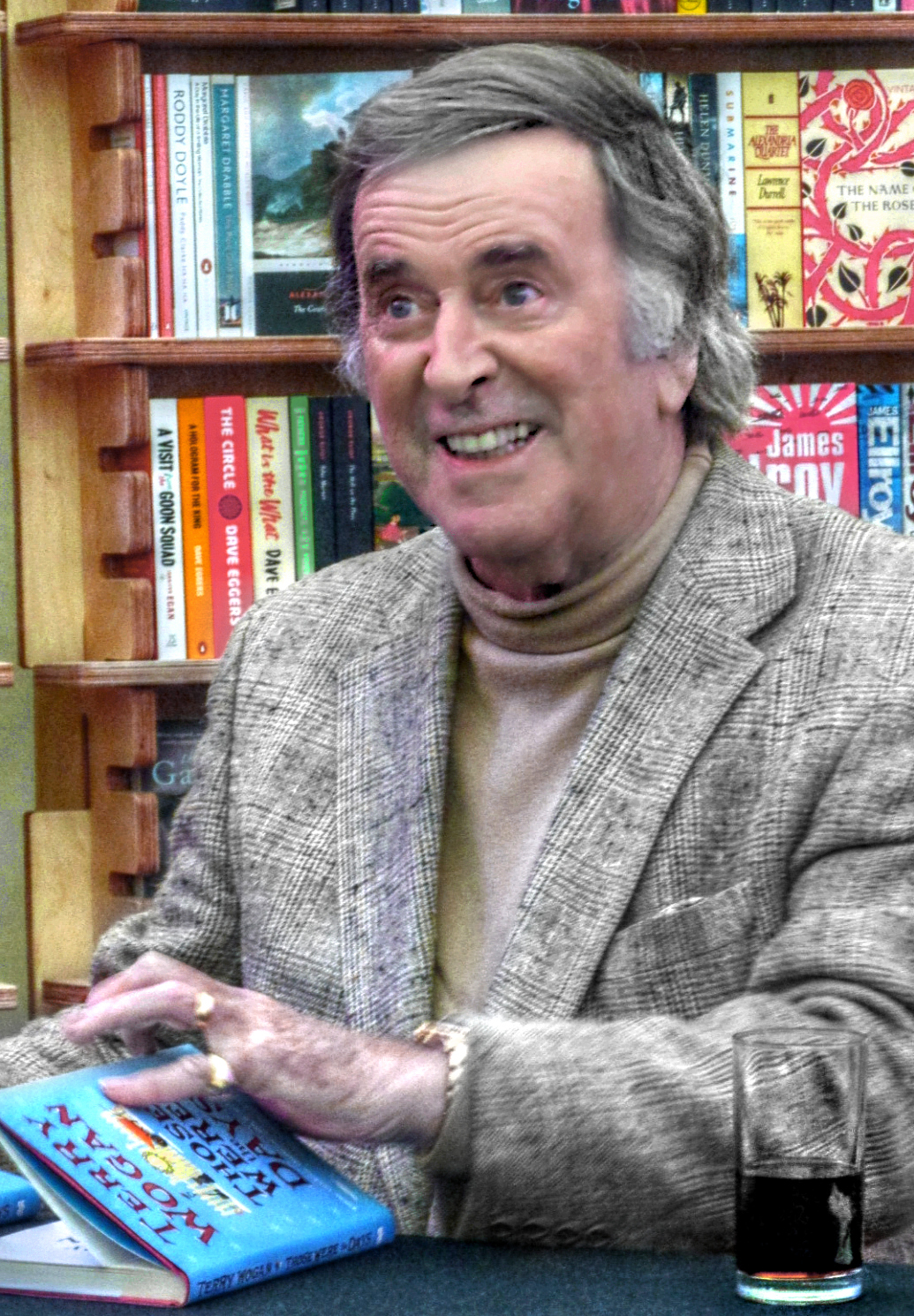
Terry Wogan en el Festival de Literatura de Cheltenham (2015).

### Biografía
- Is It Me? (BBC Books, 2000) ISBN 9781446416938
- Mustn't Grumble (Orion, 2006) ISBN 9781409105893

### General
- Fight the Flab: Keep Fit With Terry Wogan (BBC Books, 1971) ISBN 9780563119937
- Banjaxed (1979) ISBN 9781908461995
- The Day Job (1981) ISBN 9781909040342
- Wogan on Wogan (Penguin, 1987) ISBN 9780140108453
- Terry Wogan's Bumper Book of TOGs (BBC Books, 1995) ISBN 9781908262776
- Wogan's Twelve (Orion, 2007) ISBN 9780752888439
- Where Was I?!: The World According to Wogan (Orion, 2009) ISBN 9781409111337
- Something for the Weekend: The Collected Columns of Sir Terry Wogan (Orion, 2013) ISBN 9781409148814
- The Little Book of Common Sense: Or Pause for Thought with Wogan (Orion, 2014) ISBN 9781409146568
- Those Were the Days (Macmillan, 2015) ISBN 9781447298243

### Viajes
- Irish Days (Penguin, 1991) ISBN 9780718134136
- Wogan's Ireland: A Tour Around the Country that Made the Man (Simon and Schuster, 2012) ISBN 9781471115004

## Enlaces exrenos
- Wikimedia Commons alberga una categoría multimedia sobre Terry Wogan.
- Sitio web oficial de Terry Wogan (en inglés)
- Terry Wogan en Internet Movie Database (en inglés).

- Datos: Q734264
- Multimedia: Terry Wogan / Q734264